# Mamo Wolde
Degaga "Mamo" Wolde (Diri Jille, 12 de junho de 1932 - Adis Abeba, 26 de maio de 2002) foi um fundista etíope, campeão olímpico da maratona dos Jogos Olímpicos da Cidade do México em 1968, conquistando também a medalha de prata nos 10000 m dos mesmos Jogos.

## Carreira
Nascido numa pequena vila etíope, pertencente à tribo Oromo, Wolde foi para a capital Adis Abeba em 1951, alistar-se na Guarda Imperial etíope. Em 1953, integrado à força militar, serviu nas forças internacionais de paz na Coreia.
Foi pela primeira vez aos Jogos Olímpicos em 1956, em Melbourne, Austrália, participando dos 800 m, 1500 m e do revezamento 4x400 m, sem conseguir maior sucesso. Em 1960 não participou dos Jogos, e a partir daí começou a se dedicar às distâncias mais longas.
Em Tóquio 1964, Wolde chegou em quarto lugar nos 10000 m e assistiu seu compatriota e companheiro de Guarda Imperial Abebe Bikila tornar-se pela segunda vez campeão olímpico da maratona. Em 1968, depois de conquistar uma medalha de prata nos 10000 m, ele tornou-se o segundo etíope a vencer a maratona olímpica, correndo no ar rarefeito da Cidade do México.
Nos Jogos Olímpicos de 1972, em Munique, Wolde ganhou a medalha de bronze na maratona, aos quarenta anos de idade. Apesar de reclamar depois de ter sido prejudicado pelos tênis de corrida, impostos pela direção de sua equipe e apertados demais em seus pés – mesmo problema de Bikila em 1960, que o fez correr descalço na época – o que o impediu de vencer a prova, ele se tornou o segundo homem após Bikila a conquistar duas medalhas seguidas na maratona olímpica.

## Prisão
Em 1993, Mamo Wolde foi preso em seu país, acusado de participar de uma execução durante o Terror Vermelho, uma campanha política de violência contra adversários, liderada por Mengistu Haile Mariam, chefe da Junta Militar marxista que assumiu o poder na Etiópia em 1977.
O caso envolveu a prisão e posterior execução de um jovem de 15 anos, Samuel Alemo, integrante de uma organização de jovens que se opunha ao regime de Mengistu. O garoto foi retirado de um clube noturno por homens leais ao ditador, entre os quais se encontrava Mamo, e fuzilado na rua. Wolde defendeu-se afirmando que embora estivesse presente durante o citado crime, não teve nenhuma participação nele. Na ocasião, ele foi ordenado a dar um segundo tiro no corpo do jovem depois de morto, o que a princípio se negou a fazer e depois, temendo pela própria vida – Wolde teve sua vida poupada após o golpe de 1977, como integrante da Guarda Imperial do assassinado Imperador Haile Selassie, apenas por sua fama e conquistas – atirou errando o alvo de propósito, no que foi corroborado por várias testemunhas em depoimento ao tribunal. Entretanto, no começo de 2002, foi julgado e condenado a seis anos de prisão, sendo libertado em seguida por já ter passado nove anos preso sem julgamento e três deles sem qualquer acusação, desde o fim de 1992, o que havia motivado diversos protestos da Anistia Internacional, pedidos de explicação do Comitê Olímpico Internacional e campanhas de ex-atletas olímpicos de todo mundo.

## Morte
Mamo, porém, não pôde desfrutar por muito tempo de sua liberdade. Morreu pouco tempo depois de libertado, em maio de 2002, de doença hepática crônica, aos 69 anos de idade. Enterrado ao lado de seu amigo, superior militar e inspirador Abebe Bikila, o homem que lhe ordenou vencer a maratona olímpica do México, o caminho de seu féretro até o cemitério foi ladeado por milhares de etíopes, entre eles diversos campeões olímpicos do país, como uma guarda de honra civil.

## Vida pessoal
Wolde foi casado duas vezes. A primeira com Aymalem Beru, em 1976, com quem teve um filho, Samuel. Após a morte da primeira esposa em 1987, casou-se novamente em 1989 com Aberash Wolde-Semhate, quase 40 anos mais nova, com quem teve mais duas filhas, Adiss Além e Tabor.

## Diálogo
Abebe Bikila:  Tenente Wolde?
Mamo Wolde:  Capitão Bikila.
Bikila: Eu não vou terminar esta corrida.
Wolde: Lamento, senhor.
Bikila: Mas tenente, o senhor vai ganhar esta corrida.
Wolde: Sim, senhor.
Bikila: Não me decepcione.
Abebe Bikila, correndo machucado a maratona olímpica na Cidade do México 1968, antes de abandoná-la quando tentava o tricampeonato olímpico, ordenando a Wolde, que a disputava junto com ele, que vencesse a prova pela Etiópia. Mamo venceu.
O diálogo acima, em amárico, entre os dois corredores etíopes e escutado por Kenny Moore, corredor norte-americano que também disputava a prova mas só soube o significado em inglês décadas depois, tornou-se uma lenda entre o povo etíope.